# SUV
En sport utility vehicle (forkortet SUV) er et navn, der anvendes om biler, der minder meget om stationcars, men er bygget på større chassiser. Bilen har ofte firehjulstræk til anvendelse enten på en asfaltvej eller i terrænet. Den kombinerer trækkraften fra en pickup med passagerkapaciteten fra en MPV. Dermed er en SUV ikke nødvendigvis en firehjulstrækker med terrængående egenskaber, og en firehjulstrækker med terrængående egenskaber er ikke nødvendigvis en SUV.
Den vandt stor international udbredelse fra slutningen af 1990'erne til midten af 2000'erne, hvor efterspørgslen faldt som følge af dels stigende oliepriser, dels en finanskrise.